# Нирковий чай
Нирковий чай (лат. Orthosiphon stamineus) — рослина, що виростає в Південно-Східній Азії і Північно-Східній Австралії; вид роду Ортосифон родини глухокропивові.
Багаторічний вічнозелений напівчагарник висотою 1-1,5 м з зеленим чотиригранним стеблом.
Листки короткочерешкові, навхрест супротивні, майже ромбічні, з зазубреними краями.
Квітки на верхівках стебел і гілок сидять в пазухах листків по 3 штуки, утворюючи суцвіття. Вони довгі, неправильної форми, чотирьохтичиночні, блідо-фіолетові.
У листі рослини містяться тритерпенові пентациклічні сапоніни. Головний з них — альфа-сапофонін. Його агликоном є урсолова кислота. Крім сапонінів, нирковий чай містить мезоінозіт, флавоноїди, ефірну олію, фенолкарбонові та інші органічні кислоти, солі калію.